# Villar-d'Arêne
 Villar-d'Arêne  es una comuna y población de Francia, en la región de Provenza-Alpes-Costa Azul, departamento de Altos Alpes, en el distrito de Briançon y cantón de La Grave. Está integrada en la Communauté de communes du Briançonnais .

## Demografía
| 174 | 160 | 155 | 184 | 178 | 219 |
| Para los censos de 1962 a 1999 la población legal corresponde a la población sin duplicidades (Fuente: INSEE [Consultar]) |     |     |     |     |     |

## Puntos de interés
- Jardín Botánico del Col du Lautaret